# 威廉·彼得斯
威廉·卡爾·哈特維奇·彼得斯（德語：Wilhelm Karl Hartwich Peters，1815年4月22日—1883年4月20日）是一名德國博物學家和探險家。
他曾是解剖學家约翰内斯·彼得·米勒的助手，後來成為柏林動物博物館館長。在米勒和探險家亚历山大·冯·洪堡的鼓勵下，彼得斯於1842年9月途經安哥拉前往莫三比克，考察了沿海地區和贊比西河。他帶著大量自然史標本回到柏林，並在《Naturwissenschaftliche Reise nach Mossambique... in den Jahren 1842 bis 1848 ausgeführt》中對這些標本進行了描述。著作內容全面，涉及哺乳類、鳥類、爬蟲類、兩棲類、河魚、昆蟲和植物學。1858年，他接替辛里奇·利希滕斯坦擔任博物館館長，同年被選為瑞典皇家科學院外籍院士。幾年間，他大大增加柏林博物館的爬行動物收藏，其規模可與巴黎和倫敦的博物館相媲美。他描述了世界各地的122個新屬和649個物種。
1. ↑  Adler, Kraig. . Society for the Study of Amphibians and Reptiles. 1989. ISBN 978-0-916984-19-9.
2. ↑  . www.georgeglazer.com.   [2017-07-19]. （原始内容存档于2017-12-01）.